# Пунтус, Юрий Иосифович
Ю́рий Ио́сифович Пу́нтус (бел. Юры Іосіфавіч Пунтус; род. 8 октября 1960, Тивали, Минская область) — советский и белорусский футболист и футбольный тренер.

## Биография
Воспитанник минской СДЮШОР-5 (первый тренер — Михаил Мустыгин). Выступал за минский «Трактор» (1977—1979), «Гранит» (Микашевичи) (1979—1980), барановичский «Локомотив» (1980), минский «Спутник» (1981—86), [[Спартак]] (Семипалатинск) (1986). Кандидат в мастера спорта. Нападающий. Высшее спортивное достижение — 3-е место в чемпионате БССР («Спутник», 1986). Игровую карьеру завершил в 1987 году из-за травмы.
Два высших образования. В 1983 году окончил Белорусский технологический институт по специальности инженер-механик, в 1996 году — АФВиС (современное название — БГУФК).
Работал старшим тренером-начальником команды минского «Спутника» (1987—90), главным тренером столичного «Луча» (1991—92) и якутского «Динамо» (1993), старшим тренером-начальником команды нижневартовского «Самотлора XXI» (1994), главным тренером «Рыбака» (село Стародубское, Сахалин) (1995).

### БАТЭ
в 1996 году принял предложение Анатолия Капского и возглавил борисовский БАТЭ. Прошёл с командой путь от второй лиги до высшей, дважды привёл её к золоту (1999, 2002), дважды к серебру (1998, 2000) и один раз к бронзе (2001) национальных чемпионатов.
С конца 1999 года по декабрь 2005 — главный тренер молодёжной сборной Беларуси.

### МТЗ-РИПО
В конце 2004 года неожиданно покинул БАТЭ и стал главным тренером минского МТЗ-РИПО. В следующем сезоне минчане выиграли Кубок Беларуси и бронзовые медали чемпионата.
В феврале 2006 года был назначен главным тренером национальной сборной Беларуси, одновременно продолжал работать в МТЗ-РИПО. В конце 2006 года покинул клуб и сконцентрировался на работе со сборной. Особых успехов в национальной команде не имел и в июле 2007 года, покинув сборную, вернулся в МТЗ-РИПО. В 2008 году вновь выиграл Кубок и бронзовые медали.

### «Динамо» (Брест)
В сентябре 2009 года был назначен на должность главного тренера брестского «Динамо». Проводил омоложение команды. Пригласил в Брест таких игроков, как Уча Гоголадзе и Игорь Бурко. В то же время по его инициативе в сентябре 2010 года родной клуб покинул Роман Василюк. В сезонах 2009 и 2010 брестская команда занимала пятое место в чемпионате. Старт сезона 2011 был провален, и в июле Пунтус был уволен из брестского клуба.

### «Смолевичи-СТИ»
Вскоре Пунтус неожиданно для всех принял предложение возглавить смолевичский «Вигвам», который в то время замыкал таблицу Второй лиги. Намеревался вывести клуб (который позднее получил название «Смолевичи-СТИ») в Высшую лигу, как некогда сделал с БАТЭ. В сезоне 2011 смог поднять «Смолевичи» в середину турнирной таблицы. В следующем году клуб, который усилился молодыми игроками, одержал победу во Второй лиге и вышел в Первую.
В сезоне 2013 «Смолевичи-СТИ» выступали в Первой лиге. Команда продолжала играть молодыми игроками, была усилена только опытным Олегом Страхановичем. Особых успехов клуб из Смолевичей не имел, чередуя победы с поражениями, и в результате оказался в середине турнирной таблицы. В октябре, после разгромного поражения от светлогорского «Химика», Пунтус подал в отставку.

### «Славия»
В январе 2014 года появилась информация, что Пунтус возглавит мозырскую «Славию», которая потеряла место в Высшей лиге. Официально стал главным тренером в начале февраля. Смог собрать молодую команду, в которой выступал ряд опытных игроков (среди них был и Страханович), значительную часть футболистов Пунтус пригласил из своего бывшего клуба — «Смолевичей-СТИ». В результате «Славия» за несколько туров до финиша Первой лиги гарантировала себе возвращение в элитный дивизион.
Сезон 2015 «Славия», которая в межсезонье укрепилась в основном игроками Первой лиги, начала хорошо и оказалась в середине таблицы, однако во второй половине чемпионата стала терпеть поражения и приблизилась к зоне вылета. После домашнего поражения от «Слуцка» (1:6) в начале октября Пунтус заявил о желании покинуть должность главного тренера, однако руководство клуба предложило тренеру продолжить работу с командой. 8 ноября Пунтус возглавлял «Славию» в матче последнего тура против гродненского «Немана» (1:3), тем самым стал первым в истории тренером, который провёл 400 матчей в Высшей лиге.
В декабре 2015 года стало известно, что Пунтус останется главным тренером «Славии» на следующий сезон. После ровного сезона 2016, в 2017 году команда оказалась в зоне вылета, в конце сезона опустившись на предпоследнее место. После поражения в 29-м туре от новополоцкого «Нафтана» (1:2) Пунтус был отстранён от руководства командой, которую к последнему туру готовил Михаил Мартинович. В результате «Славия» потеряла место в Высшей лиге, а Пунтус по окончании контракта в ноябре 2017 года покинул должность главного тренера мозырян.

### «Белшина»
В январе 2019 года был назначен главным тренером бобруйской «Белшины». Под руководством Пунтуса команда стала одним из лидеров Первой лиги, в сезоне 2019 уверенно удерживала вторую строчку, которая обеспечивала выход в Высшую лигу.

### «Торпедо-БелАЗ»
В сентябре 2019 года назначен главным тренером жодинского «Торпедо-БелАЗ». В 2020 году «Торпедо-БелАЗ» впервые стал призёром чемпионата; а сам тренер был признан лучшим тренером чемпионата. В сезоне 2021 команда стала выступать хуже, находилась в середине таблицы. В июле покинул жодинский клуб.

### «Макслайн»
В июле 2022 года назначен главным тренером рогачевского «Макслайна», выступающего в Первой лиге белорусского чемпионата.

### «Нафтан»
В декабре 2022 года стал главным тренером новополоцкого «Нафтана». В мае 2023 года покинул пост главного тренера новополоцкого клуба.

### «Макслайн»
В мае 2023 года вернулся в «Макслайн» в роли главного тренера. 17 июня 2024 года покинул пост главного тренера и занял административную должность в клубе. Также продолжил руководить детской школой, носящей его имя. В конце июля ушел со всех должностей в «Макслайне».
10 июля 2025 года возглавил сборную белорусских болельщиков, сыгравшую с командой России. Встреча прошла на минском стадионе «Динамо-Юни» и закончилась со счетом 6:4 в пользу сборной Беларуси. За команду Пунтуса сыграли экс-футболисты национальной сборной Сергей Гуренко, Андрей Лаврик, Виталий Булыга, Вадим Скрипченко, Сергей Веремко, Александр Лухвич, Сергей Омельянчук, а также бывшие футболистки женской сборной Татьяна Киосе и Анастасия Харланова.

## Тренерские достижения
- Чемпион Беларуси (2): 1999, 2002
- Серебряный призёр чемпионата Беларуси (4): 1998, 2000, 2003, 2004
- Бронзовый призёр чемпионата Беларуси (4): 2001, 2005, 2008, 2020
- Обладатель Кубка Беларуси (2): 2005, 2008
- Победитель Второй лиги (2): 1996 (группа А), 2012
- Лучший футбольный тренер Беларуси (5): 1999, 2000, 2002, 2003, 2004